# Куль-Оба (курган)

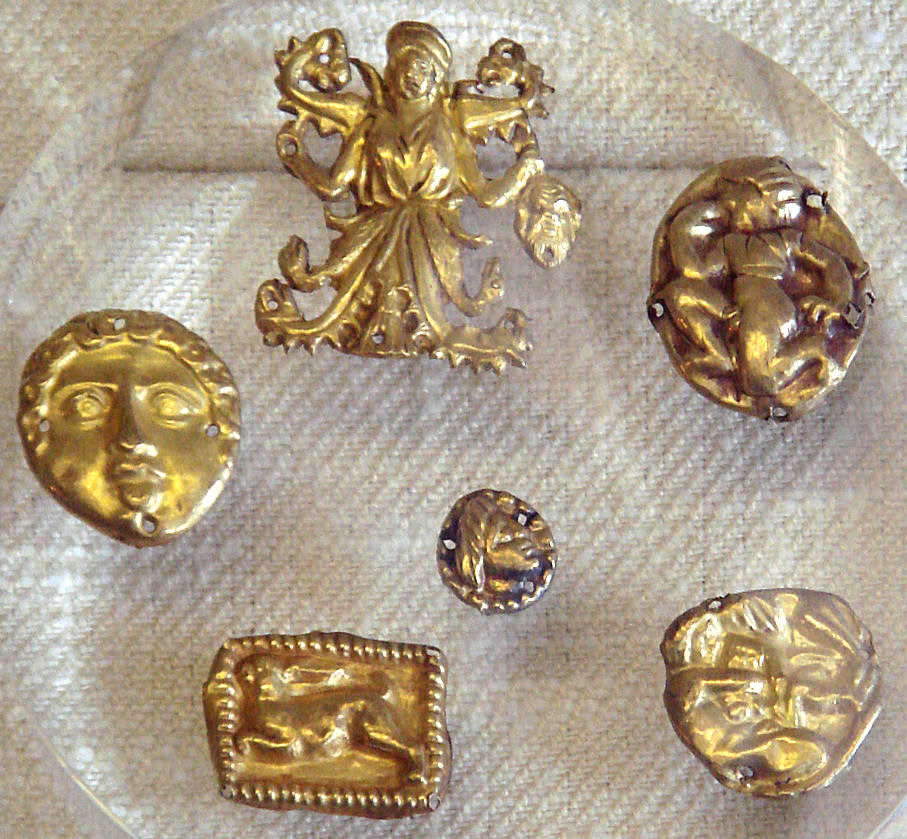
Золоті бляшки з кургану

Курган Куль-Оба (Кульобська могила) — скіфський царський курган, біля села Куль-Оба, недалеко від Керчі.
Курган розкопали 1830 року. На жаль, тоді почалася «золота лихоманка» і змагання між офіційними археологами й копачами-«дикунами». Різниця між ними не була значною, бо метою тих і тих були знахідки коштовностей та витворів мистецтва. Правда, офіційні археологи робили описи і інвентрі і здавали частку знайдених речей в нечисленні тоді музеї. Копачі-«дикуни» мали на меті власне збагачення, золоті речі з курганів переплавляли в зливки, а некоштовні для них кераміку та все інше або продавали, або передавали в музеї. Техніки безпеки на розкопках не дотримувалися. Бували випадки обвалів землі і нового поховання — тепер уже копачів-«дикунів». Їхні кістяки знаходили вже у 20 столітті.
В кургані Куль-Оба було поховання вождя скіфського племені, що жили біля Пантікапею. Знайдені речі свідчили про впливи скіфського мистецтва на вироби грецьких ремісників, а також про вплив грецької культури на побут скіфських можновладців.

## Початок археології скіфів
Першим скіфським курганом, розкопаним, а точніше зруйнованим у степу, була Червона, або Лита Могила, розташована за 30 верст від Єлисаветграда (нині Кропивницький). Його було розкопано 1763 року за наказом губернатора Новоросійського краю О. П. Мельгунова, який, звичайно, не лише про скіфів, але й про археологію взагалі не мав жодного уявлення. Унаслідок цього до нас не дійшли свідчення ні про розміри та конструкцію кургану, ні про характер його поховальних споруд. (Науково обґрунтована археологія в Російській імперії лише розпочиналася.)
Виявлені в кургані речі губернатор подарував імператриці Катерині II. У науку вони ввійшли під назвою «мельгуновського скарбу». Серед них була золота діадема, окуття руків'я та піхов меча із зображенням реальних і фантастичних звірів, золоті оздоби вбрання тощо. За художнім стилем усі вони впевнено датуються періодом передньоазійських походів скіфів — кінцем VII початком VI ст. до. н. е., тобто саме тим часом, памя'тки якого в степу поки що залишаються невловимими для археологів.
Розкопки Литої Могили можна вважати початком скіфської археології. Відтоді до Жовтневого перевороту 1917 року на території України було по варварському розкопано десятки скіфських могил, які прославили вітчизняну археологію і зробили скіфів відомими всьому світові.

## Розкопки в Криму
Наприкінці 1830 року світ облетіла звістка про відкриття в одній із могил Криму нечуваних доти коштовностей.
Навесні 1830 року було вирішено переселити 108 родин відставних матросів із Севастополя до Керчі, тоді ще зовсім незначного містечка, розташованого на місці стародавнього Пантікапея — колишньої столиці Боспорського царства. Для спорудження будинків місцеві урядовці наказали брати камінь із великого кургану Куль-Оба. Керч-Єнікальський градоначальник Іван Стемпковський доручив стежити за цими роботами доглядачеві керченських соляних озер і промислів Павлові (Полю) Дюбрюксу (фр. Paul Du Brux).
Справжнє ім'я Дюбрюкса — Поль дю Брюкс. Він народився 1774 року у Франції в дворянській родині і, не прийнявши Великої французької революції, опинився на чужині. З 1816 р. Дюбрюкс почав розкопки стародавніх могил, витрачаючи на них всі свої мізерні кошти. Поволі домашній музей його зростав. У 1818 р., коли музей відвідав під час своєї подорожі до Криму Олександр І, в ньому вже були зібрані численні й доволі цінні експонати: коштовні прикраси, уламки статуй, античний посуд, давні монети.
Любов Дюбрюкса до старовини та наполегливість у пошуках її залишків були винятковими. Але йому дуже бракувало знань, і часто це призводило до нарікань на його працю. Отож, коли на шляху Дюбрюкса трапилася людина, здатна допомогти йому як науковець, він із радістю почав співпрацювати з нею.

## Ритуал і поховальна комора

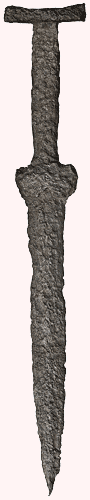
Залізний акінак скіфів, VII—V ст до н. е.

За пізніми описами, ритуал поховання вождя мав тривалий термін. Тіло бальзамували, прикрашали і везли колісницею повз скіфські поселення. Підлеглі голосили, дряпали власні обличчя на знак жалоби. В цей час готували комору для поховання. В кургані Куль-Оба комора вирита в землі та зміцнена кам'яними брилами на кшталт грецьких склепів. Кам'яні брили склепу і використали для будівництва відставні моряки в Керчі.
В поховальній коморі знайшли кістяк вождя на колісниці в багатому вбранні. На голові — повстяний капелюх скіфів, прикрашений золотою діадемою. На шиї — золота гривна (вага якої сягала 461 грам). Зброя померлого була в особливому відділку. Її дерев'яні частини прикрашали тонкі золоті пластини з кабуванням. В потойбічний світ володарю дали жінку, кістяк якої поклали у дерев'яний саркофаг з деревини кипарису. Серед оздоб саркофагу — пластинки зі слонової кістки з рельєфами на міфологічні та побутові теми з життя скіфів. Одяг жінки прикрашали золоті бляшки, парадний поховальний костюм доповнювали золоте кольє, гривна (вага якої сягала 731 грами і перевищувала вагу чоловічої гривни). Поряд поклали ще бронзове дзеркало, два золоті браслети, металевий глечик зі сплаву золота і срібла.
В похованні також знайдені —
- кістяк слуги
- зброя слуги
- два срібних тази
- бронзові котли для варки м'яса
- керамічні амфори (ймовірно з вином та їжею).
- кістяк коня володаря.

## Пограбування кургану
Вночі, коли археологи покинули розкопану могилу, туди кинулися грабіжники. Що було знайдено при пограбуванні, невідомо. За припущеннями, знайдені золоті речі скіфського поховання перелиті на злитки і продані. З пограбованих речей випадково збережедена золота деталь скіфського щита у вигляді оленя. Володар екзотичної коштовності подарував її російському царю Миколі І, за що той видав дарувальнику 1200 рублів нагороди. (Поль дю Брюкс на розкопках не розбагатів і помер жебраком).

## Музейний показ

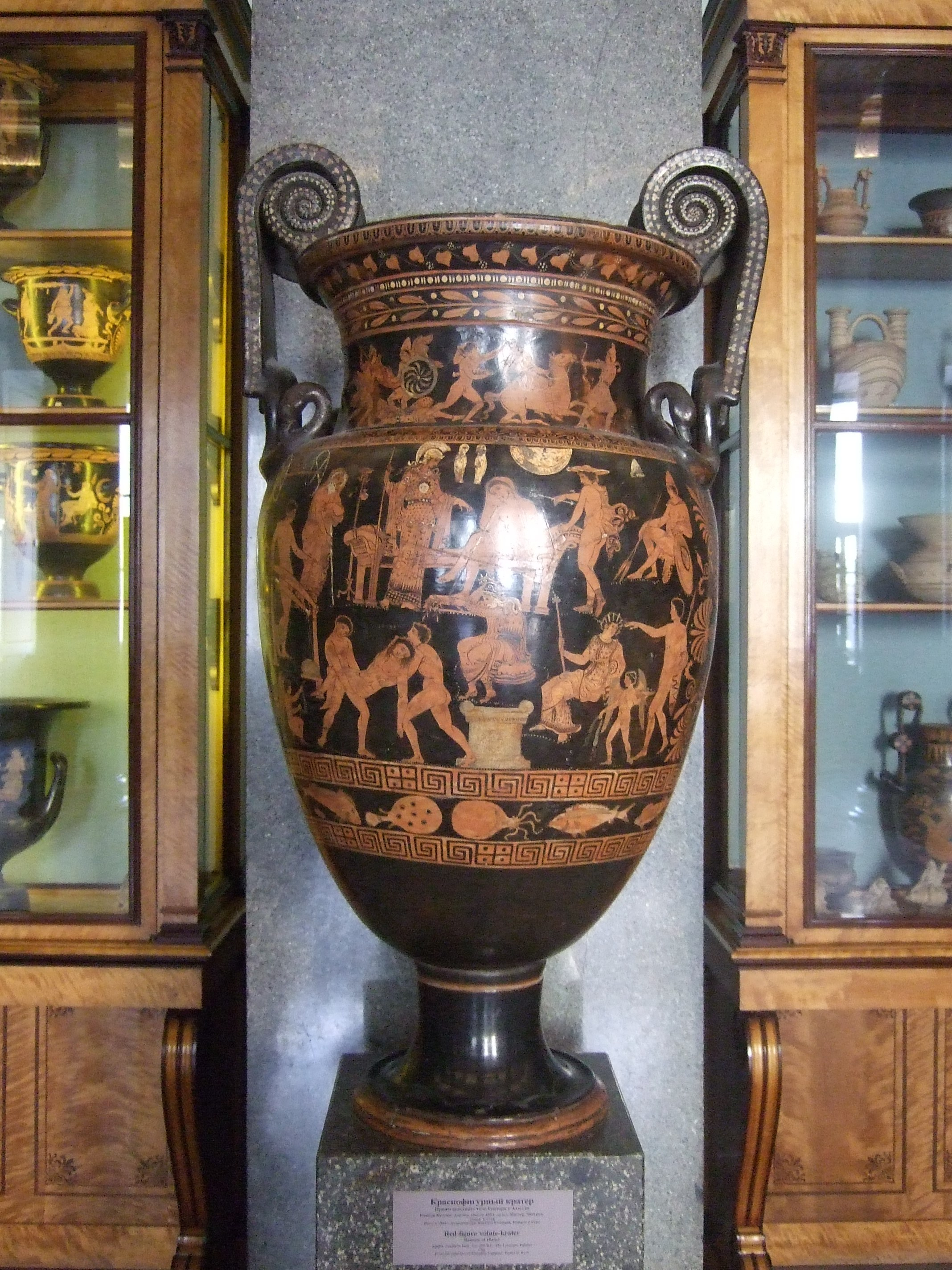
Антична кераміка. Шафи в експозиції Ермітажу.

Знахідки з кургану Куль-Оба давно роз'єднані і демонструються у різних відділах музею Ермітаж. Окремо демонструють дерев'яні саркофаги та їх збережені залишки. Саркофаг жінки прикрашали пластини зі слонової кістки з міфологічними та побутовими сценами. Серед них — сцена з грецького (не скіфського) міфу з Парисом, що провів конкурс краси між трьох богинь грецького пантеону. Змагалися Афіна, Афродита (Венера) і дружина Зевса — Гера (Юнона). Хитра Афродита пообіцяла Парису красуню-наречену і підкуплений Парис віддав перевагу у конкурсі Афродиті. Грецькі боги мали людські якості і людські недоліки. Парис отримав красуню, а Афродита здобула перемогу у конкурсі.
Ювелірні прикраси і речі з золота виставлені в Окремій кладовій, де зберігають історичні коштовності. Для керамічних ваз грецького походження відведена окрема зала і ціла низка музейних шаф в інших експозиціях.

## Випадково збережений шедевр

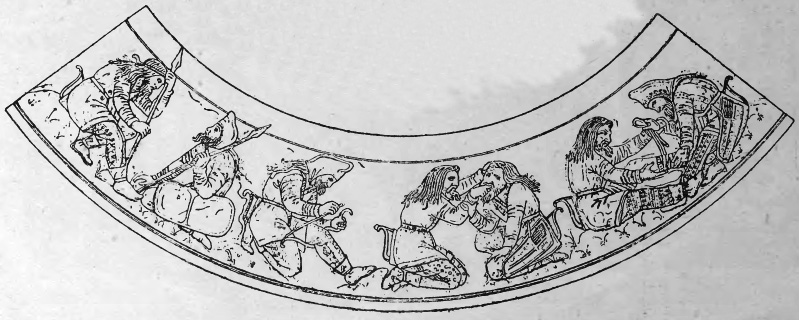
Скити-степовики на вазі з Кульобської могили

Серед випадково збережених шедеврів античного ювелірства світового значення — глечик з 4 сценами скіфського побуту.
Глечик виробили не раніше 5 століття до н. е. зі сплаву золота зі сріблом грецькі ювеліри на замову скіфського володаря. В декорі посудини поєднані грецькі візерунки та сцени побуту скіфів у техніці рельєфу. Ніжка посудини виконана і припаяна окремо. Побутові сцени -
- доповідь володарю-вождю (бесіда?)
- створення лука
- лікування зуба
- бинтування ноги.

Скіфи-вояки бородаті (неголені) з нестриженим волоссям, одягнені у кафтани з поясами, шаровари і м'які чоботи зі шкіри. Деякі мають капелюхи типу башлик. Дослідників і глядачів дивують реалізм сцен, далекий від урочистостей, правдиве відтворення фігур, облич і деталей одягу, які багато чого розповіли про поведінку та побут скіфів.

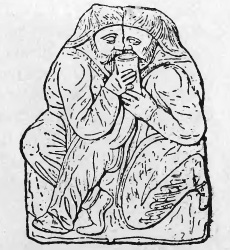
Скитські побратими на золотій бляшці з Кульобської могили
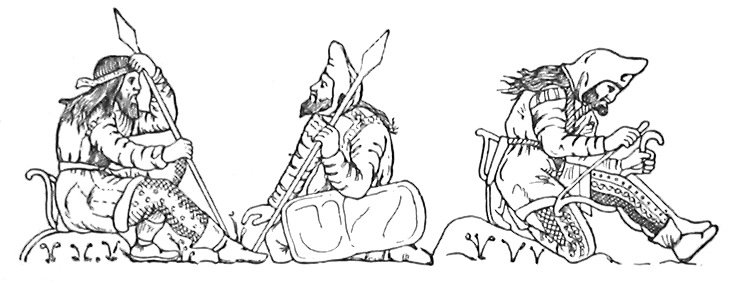
Перемальовка двох сцен скіфського побуту

## Скронева підвіска з Афіною
Ще одна пам'ятка світового значення з кургану Куль-Оба — скронева підвіска з Афіною. Вона — витвір ювелірства греків і унікальний свідок грецької культури, випадково переданий скіфам. В медальйоні — обличчя богині мудрості Афіни в шоломі і розкішному вбранні. Рама (оздоблення) медальйону з візерунками і розетками. На золотих ланцюжках понизу від рами — низка розеток і мініатюрних амфор з додатковими оздобами. Використана техніка філіграні та мікротехніки, якою уславилися лише майстерні Афін. Зразком для обличчя Афіни на скроневих підвісках слугувало обличчя давно втраченої скульптури богині для храму Афіни Парфенос роботи Фідія.